# پروومایسکی (شهرستان سالاواتسکی، باشقیرستان)
پروومایسکی (انگلیسی: Pervomaysky, Salavatsky District, Republic of Bashkortostan) یک شهرک در شهرستان سالاواتسکی استان باشقیرستان کشور روسیه است.